# Mr. Scruff
Andy Carthy é um DJ inglês nascido em 1972, em Macclesfield.
É famoso por ser um dos colaboradores da trilha sonora do sistema operacional Windows 7 em 2009.

## Discografia

### Álbuns de estúdio
- 1997 - Mr. Scruff
- 1999 - Keep It Unreal[2] UK #175
- 2002 - Trouser Jazz  UK #29
- 2008 - Ninja Tuna UK #60
- 2009 - Ninja Tuna#Bonus Bait

### Mixagens e compilações
- 2002 - Heavyweight Rib Ticklers
- 2004 - Keep It Solid Steel Volume 1
- 2006 - Big Chill Classics
- 2008 - Southport Weekender Volume 7
- 2008 - Mr. Scruff Feat. Alice Russell